# 有永弘人
有永 弘人（ありなが ひろと、1906年12月1日 - 1992年4月8日）は、日本のフランス文学者、東北大学名誉教授。

## 略歴
鹿児島県生まれ。1930年、東京帝国大学仏文科卒。東北帝国大学助教授、東北大学教授。1962年、「フランス中世騎士道物語の劇的構成に関する研究」で東北大学文学博士。1969年、定年退官、東北学院大学教授。

## 著書
- 『古い文学と私たち フランス文学・研究と随想』宝文堂 1970
- 『フランス文学研究ノート』カルチャー出版社 1977

### 共編
- 『フランス語学文庫 6 名詞・代名詞』山崎知二共編 日本フランス語学会編 白水社 1956

### 翻訳
- 『アナトオル・フランス短篇小説全集 第5巻 教へに従ふ ドゥシヌ嬢へのお年玉』白水社 1940
- シラノ・ド・ベルジュラック『月世界旅行記』弘文堂書房 1940 「日月両世界旅行記」岩波文庫
- モーリヤック『黒い天使』現代世界文学叢書 中央公論社 1942
- エドモン・ファラル『フランス文学史 第1巻 中世文学 第1』杉捷夫、佐藤輝夫共訳 1942 創元選書
- G.ランソン、 P.テュフロ『フランス文学史』第1-3  共訳 中央公論社 1954-63
- 『越えてきた道』編訳 黎明社 1957
- 『モリエール笑劇集』共訳 白水社 1959
- 『ロランの歌』1965 岩波文庫
- モリエール「にわか医者」未来海外劇場 未来社 1967
- モーリス・シャヴァルデス『モンテーニュ』カラー版世界の文豪叢書 評論社 1976
- エンツォ・オルランディ編『セルバンテス』カラー版世界の文豪叢書 評論社 1976